# Cinta Damai (Bambel)
Cinta Damai is een bestuurslaag in het regentschap Aceh Tenggara van de provincie Atjeh, Indonesië. Cinta Damai telt 690 inwoners (volkstelling 2010).